# Mama Lion
Mama Lion est un groupe de musique actif dans les années 1970, composé autour de la chanteuse Lynn Carey (en) et du bassiste Neil Merryweather (en).
La couverture de son album Preserve Wildlife est connue car Lynn Carey y posait, allaitant un lionceau. Cette couverture a été modifiée par l’ajout d’un carton coulissant, encadrant le visage de la chanteuse et comportant une grille,.
En 1980, le groupe a enregistré un album de chansons de Malvina Reynolds, dont Skagit Valley Forever, protestant contre le projet de construction d'une centrale nucléaire dans la vallée de la Skagit.

## Discographie
- 1972 : Preserve Wildlife
- 1973 : Give It Everything I've Got
- 1980 :
- 2001 : Lynn Carey - Mama Lion...Roars Back!